# Dream Cruises

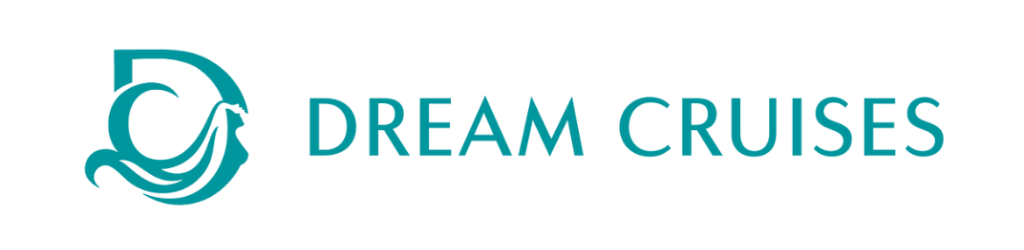
Logo von Dream Cruises

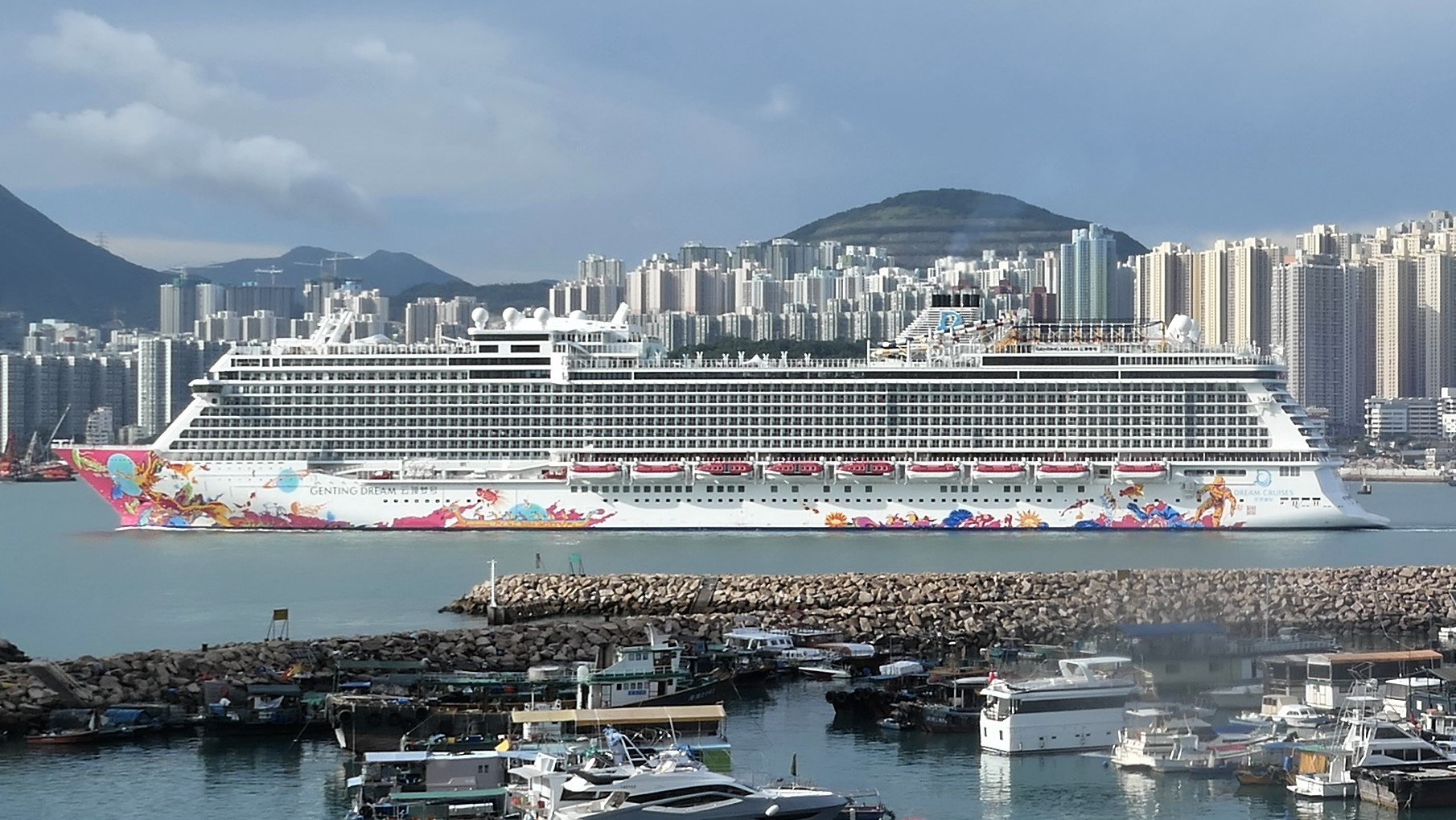
Die Genting Dream, das erste Schiff von Dream Cruises

Dream Cruises ist eine auf dem asiatischen Markt tätige Kreuzfahrtmarke. Sie wurde im Jahr 2015 vom malaysisch-chinesischen Tourismusunternehmens Genting Hong Kong.

## Geschichte
Die Marke wurde im November 2015 angekündigt. Dabei wurden Dream Cruises zwei Schiffe, zugeordnet, die spätere Genting Dream, sowie die spätere World Dream. Beide Schiffe waren ursprünglich für Star Cruises, ebenfalls eine Marke von Genting Hong Kong, vorgesehen. Dream Cruises nahm den Betrieb im Herbst 2016 mit der Indienststellung der Genting Dream auf. Die World Dream folgte ein Jahr später.
Im März 2018 wurde zudem angekündigt, dass Dream Cruises zwei Neubauten der Global-Klasse übernehmen soll. Auch diese waren ursprünglich für Star Cruises vorgesehen. Die Ablieferung beider Schiffe war für Ende 2020, beziehungsweise Ende 2021 geplant.
2019 übernahm Dream Cruises die SuperStar Virgo von Star Cruises, ebenfalls eine Tochtergesellschaft von Genting Hong Kong, und betrieb sie fortan als Explorer Dream.
Im Januar 2022 meldete Dream Cruises Insolvenz an. Vorausgegangen war dem die Insolvenz des Mutterkonzerns wenige Tage zuvor.
Im Juni 2022 begann Genting, mit der Genting Dream unter dem Markennamen Resorts World Cruises Kreuzfahrten ab Singapur anzubieten. Im März 2023 begann auch die Explorer Dream nach einer Ankündigung des Unternehmens vom Januar 2023 mit Kreuzfahrten von Hongkong aus. Die World Dream wurde hingegen Anfang März 2023 an das saudi-arabische Unternehmen Cruise Saudi verkauft und in Manara umbenannt, wo sie seit 2024 für die neu gegründete Marke Aroya Cruises eingesetzt wird.
Das zweite Schiff der Global-Klasse, von dem nur der Rumpf gefertigt wurde, ging im Juni 2022 in die Verschrottung, die Global Dream wurde im November 2022 von Disney Cruise Line akquiriert und soll bis 2025 als Disney Adventure von der Meyer Werft am Standort Wismar fertig- und umgebaut werden.
Im Februar 2025 kündigte Resorts World Cruises an, sich selbst auflösen und die Marke Dream Cruises mit der Genting Dream innerhalb von drei Monaten reaktivieren zu wollen. Neben der ebenfalls neu aufgelegten Marke Star Cruises, die günstigere Kreuzfahrten anbieten wird, soll sie den Premiummarkt bedienen.

## Flotte
| Name             | Baujahr         | Vermessung      | Dienstzeit bei Star Cruises | Bauwerft                           | Status/Bemerkungen                                        |
| aktuelle Flotte  | aktuelle Flotte | aktuelle Flotte | aktuelle Flotte             | aktuelle Flotte                    | aktuelle Flotte                                           |
| ---------------- | --------------- | --------------- | --------------------------- | ---------------------------------- | --------------------------------------------------------- |
| Genting Dream    | 2016            | 150.695 BRZ     | seit 2016                   | Meyer Werft, Papenburg             | zwischenzeitlich Genting Dream bei Resorts World Cruises. |
| ehemalige Flotte |                 |                 |                             |                                    |                                                           |
| World Dream      | 2017            | 150.695 BRZ     | 2017–2022                   | Meyer Werft, Papenburg             | Erst Manara, seit 2024 Aroya bei Cruise Saudi.            |
| Explorer Dream   | 1999            | 75.338 BRZ      | 2019–2022                   | Meyer Werft, Papenburg             | Heute Star Navigator bei StarCruises.                     |
| Global Dream     | –               | 208.000 BRZ     | –                           | MV Werften (Warnemünde und Wismar) | Vor Fertigstellung von Disney Cruise Line erworben.       |
| Global One       | –               | 208.000 BRZ     | –                           | MV Werften (Warnemünde und Wismar) | unvollendet verschrottet                                  |